# Oscarverleihung 1997
Übersicht aller ausgezeichneten Filme

◄◄ | ◄ | 1993 | 1994 | 1995 | 1996 | Oscarverleihung 1997 | 1998 | 1999 | 2000 | 2001 | ► | ►►

Weitere Ereignisse
Die Oscarverleihung 1997 fand am 24. März 1997 im Shrine Auditorium in Los Angeles statt. Es waren die 69th Annual Academy Awards. Im Jahr der Auszeichnung werden immer Filme des vergangenen Jahres ausgezeichnet, in diesem Fall also die Filme des Jahres 1996.
| Film                               | N  | A |
| ---------------------------------- | -- | - |
| Der englische Patient              | 12 | 9 |
| Fargo                              | 7  | 2 |
| Shine – Der Weg ins Licht          | 7  | 1 |
| Evita                              | 5  | 1 |
| Jerry Maguire – Spiel des Lebens   | 5  | 1 |
| Lügen und Geheimnisse              | 5  | 0 |
| Hamlet                             | 4  | 0 |
| Das Attentat                       | 2  | 0 |
| Emma                               | 2  | 1 |
| Hexenjagd                          | 2  | 0 |
| Independence Day                   | 2  | 1 |
| Larry Flynt – Die nackte Wahrheit  | 2  | 0 |
| Liebe hat zwei Gesichter           | 2  | 0 |
| Michael Collins                    | 2  | 0 |
| Portrait of a Lady                 | 2  | 0 |
| Sling Blade – Auf Messers Schneide | 2  | 1 |
| Twister                            | 2  | 0 |

## Moderation
Billy Crystal führte zum fünften Mal als Moderator durch die Oscarverleihung. Die Präsentatoren der Kandidaten sind bei den jeweiligen Kategorien weiter unten aufgeführt.

## Gewinner und Nominierungen

### Bester Film
präsentiert von Al Pacino
Der englische Patient (The English Patient) – Saul Zaentz
Fargo – Ethan Coen
Jerry Maguire – Spiel des Lebens (Jerry Maguire) – James L. Brooks, Laurence Mark, Richard Sakai, Cameron Crowe
Lügen und Geheimnisse (Secrets & Lies) – Simon Channing-Williams
Shine – Der Weg ins Licht (Shine) – Jane Scott

### Beste Regie
präsentiert von Mel Gibson
Anthony Minghella – Der englische Patient (The English Patient)
Joel Coen – Fargo
Miloš Forman – Larry Flynt – Die nackte Wahrheit (The People vs. Larry Flynt)
Scott Hicks – Shine – Der Weg ins Licht (Shine)
Mike Leigh – Lügen und Geheimnisse (Secrets & Lies)

### Bester Hauptdarsteller
präsentiert von Susan Sarandon
Geoffrey Rush – Shine – Der Weg ins Licht (Shine)
Tom Cruise – Jerry Maguire – Spiel des Lebens (Jerry Maguire)
Ralph Fiennes – Der englische Patient (The English Patient)
Woody Harrelson – Larry Flynt – Die nackte Wahrheit (The People vs. Larry Flynt)
Billy Bob Thornton – Sling Blade – Auf Messers Schneide (Sling Blade)

### Beste Hauptdarstellerin
präsentiert von Nicolas Cage
Frances McDormand – Fargo
Brenda Blethyn – Lügen und Geheimnisse (Secrets & Lies)
Diane Keaton – Marvins Töchter (Marvin's Room)
Kristin Scott Thomas – Der englische Patient (The English Patient)
Emily Watson – Breaking the Waves

### Bester Nebendarsteller
präsentiert von Mira Sorvino
Cuba Gooding Jr. – Jerry Maguire – Spiel des Lebens (Jerry Maguire)
William H. Macy – Fargo
Armin Mueller-Stahl – Shine – Der Weg ins Licht (Shine)
Edward Norton – Zwielicht (Primal Fear)
James Woods – Das Attentat (Ghosts of Mississippi)

### Beste Nebendarstellerin
präsentiert von Kevin Spacey
Juliette Binoche – Der englische Patient (The English Patient)
Joan Allen – Hexenjagd (The Crucible)
Lauren Bacall – Liebe hat zwei Gesichter (The Mirror Has Two Faces)
Barbara Hershey – Portrait of a Lady (The Portrait of a Lady)
Marianne Jean-Baptiste – Lügen und Geheimnisse (Secrets & Lies)

### Bestes adaptiertes Drehbuch
präsentiert von Jodie Foster
Billy Bob Thornton – Sling Blade – Auf Messers Schneide (Sling Blade)
Kenneth Branagh – Hamlet
John Hodge – Trainspotting – Neue Helden (Trainspotting)
Arthur Miller – Hexenjagd (The Crucible)
Anthony Minghella – Der englische Patient (The English Patient)

### Bestes Original-Drehbuch
präsentiert von Jodie Foster
Ethan Coen, Joel Coen – Fargo
Cameron Crowe – Jerry Maguire – Spiel des Lebens (Jerry Maguire)
Scott Hicks, Jan Sardi – Shine – Der Weg ins Licht (Shine)
Mike Leigh – Lügen und Geheimnisse (Secrets & Lies)
John Sayles – Lone Star

### Beste Kamera
präsentiert von Tim Robbins
John Seale – Der englische Patient (The English Patient)
Roger Deakins – Fargo
Caleb Deschanel – Amy und die Wildgänse (Fly Away Home)
Darius Khondji – Evita
Chris Menges – Michael Collins

### Bestes Szenenbild
Stuart Craig, Stephenie McMillan – Der englische Patient (The English Patient)
Brigitte Broch, Catherine Martin – William Shakespeares Romeo + Julia (William Shakespeare’s Romeo + Juliet)
Cheryl Carasik, Bo Welch – The Birdcage – Ein Paradies für schrille Vögel (The Birdcage)
Tim Harvey – Hamlet
Brian Morris, Philippe Turlure – Evita

### Bestes Kostüm-Design
präsentiert von Juliette Binoche
Ann Roth – Der englische Patient (The English Patient)
Paul Brown – Engel und Insekten (Angels and Insects)
Alexandra Byrne – Hamlet
Ruth Myers – Emma
Janet Patterson – Portrait of a Lady (The Portrait of a Lady)

### Bestes Make-up
präsentiert von Courtney Love
David LeRoy Anderson, Rick Baker – Der verrückte Professor (The Nutty Professor)
Deborah La Mia Denaver, Matthew Mungle – Das Attentat (Ghosts of Mississippi)
Jake Garber, Michael Westmore, Scott Wheeler – Star Trek: Der erste Kontakt (Star Trek: First Contact)

### Beste Filmmusik (Original Dramatic Score)
präsentiert von Gregory Hines
Gabriel Yared – Der englische Patient (The English Patient)
Patrick Doyle – Hamlet
Elliot Goldenthal – Michael Collins
David Hirschfelder – Shine – Der Weg ins Licht (Shine)
John Williams – Sleepers

### Beste Filmmusik (Original Musical or Comedy Score)
präsentiert von Debbie Reynolds
Rachel Portman – Emma
Alan Menken, Stephen Schwartz – Der Glöckner von Notre Dame (The Hunchback of Notre Dame)
Randy Newman – James und der Riesenpfirsich (James and the Giant Peach)
Marc Shaiman – Der Club der Teufelinnen (The First Wives Club)
Hans Zimmer – Rendezvous mit einem Engel (The Preacher's Wife)

### Bester Song
präsentiert von Goldie Hawn, Diane Keaton und Bette Midler 
"You Must Love Me" aus Evita – Tim Rice, Andrew Lloyd Webber
"Because You Loved Me" aus Aus nächster Nähe (Up Close & Personal) – Diane Warren
"For the First Time" aus Tage wie dieser … (One Fine Day) – Jud Friedman, James Newton Howard, Allan Dennis Rich
"I Finally Found Someone" aus Liebe hat zwei Gesichter (The Mirror Has Two Faces) – Bryan Adams, Marvin Hamlisch, Robert John Lange, Barbra Streisand
"That Thing You Do!" aus That Thing You Do! – Adam Schlesinger

### Bester Schnitt
präsentiert von Nicole Kidman
Walter Murch – Der englische Patient (The English Patient)
Ethan Coen, Joel Coen – Fargo
Gerry Hambling – Evita
Joe Hutshing –  Jerry Maguire – Spiel des Lebens (Jerry Maguire)
Pip Karmel – Shine – Der Weg ins Licht (Shine)

### Beste Tonmischung
präsentiert von Chris O’Donnell
Mark Berger, Walter Murch, Christopher Newman, David Parker – Der englische Patient (The English Patient)
Bob Beemer, Bill W. Benton, Chris Carpenter, Jeff Wexler – Independence Day
Anna Behlmer, Andy Nelson, Ken Weston – Evita
Gregg Landaker, Steve Maslow, Kevin O’Connell, Geoffrey Patterson – Twister
Kevin O’Connell, Greg P. Russell, Keith A. Wester – The Rock – Fels der Entscheidung (The Rock)

### Bester Tonschnitt
Bruce Stambler – Der Geist und die Dunkelheit (The Ghost and the Darkness)
Richard L. Anderson, David A. Whittaker – Daylight
Bub Asman, Alan Robert Murray – Eraser

### Beste visuelle Effekte
präsentiert von Jim Carrey
Volker Engel, Clay Pinney, Douglas Smith, Joe Viskocil – Independence Day
Stefen Fangmeier, John Frazier, Henry LaBounta, Habib Zargarpour – Twister
Scott Squires, James Straus, Phil Tippett, Kit West – Dragonheart

### Kurzfilm (animiert)
präsentiert von David Spade 
Quest – Tyron Montgomery, Thomas Stellmach
Canhead – Timothy Hittle,  Chris Peterson
La Salla – Richard Condie
Wat’s Pig – Peter Lord

### Kurzfilm (Live Action)
präsentiert von David Spade 
Dear Diary – David Frankel, Barry Jossen
De tripas, corazón – Antonio Urrutia
Ernst und das Licht (Ernst & lyset) – Anders Thomas Jensen, Kim Magnusson
Esposados – Juan Carlos Fresnadillo
Senza parole – Bernadette Carranza, Antonello De Leo

### Dokumentarfilm (Kurzfilm)
präsentiert von Tommy Lee Jones und Will Smith
Breathing Lessons: The Life and Work of Mark O’Brien – Jessica Yu
Cosmic Voyage – Jeffrey Marvin, Bayley Silleck
An Essay on Matisse – Perry Wolff
Special Effects: Anything Can Happen – Ben Burtt, Susanne Simpson
The Wild Bunch: An Album in Montage – Nick Redman, Paul Seydor

### Dokumentarfilm (Langform)
präsentiert von Tommy Lee Jones und Will Smith
When We Were Kings – Leon Gast, David Sonenberg
The Line King: The Al Hirschfeld Story – Susan Warms Dryfoos
Mandela – Angus Gibson, Jo Menell
Suzanne Farrell: Elusive Muse – Anne Belle, Deborah Dickson
Tell the Truth and Run: George Seldes and the American Press – Rick Goldsmith

### Fremdsprachiger Film
präsentiert von Kristin Scott Thomas und Jack Valenti
Kolya (Kolja), Tschechien – Jan Svěrák
Gefangen im Kaukasus (Kawkasski plennik), Russland – Sergei Bodrow
Ridicule – Von der Lächerlichkeit des Scheins (Ridicule), Frankreich – Patrice Leconte
Sonntagsengel (Søndagsengler), Norwegen – Berit Nesheim
1001 Rezepte eines verliebten Kochs (Shekvarebuli kulinaris ataserti retsepti), Georgien – Nana Dschordschadse

## Ehren-Oscars

### Honorary Award
- Michael Kidd

### Irving G. Thalberg Memorial Award
präsentiert von Michael Douglas
- Saul Zaentz

### John A. Bonner-Medaille
- Burton Stone
- Volker Bahnemann